# Iris Zimmermann
Iris Tien Zimmermann (Rochester, 6 de enero de 1981) es una deportista estadounidense que compitió en esgrima, especialista en la modalidad de florete. Su hermana Felicia también compitió en esgrima.
Ganó dos medallas de bronce en el Campeonato Mundial de Esgrima de 2001, en los años 1999 y 2001. Participó en los Juegos Olímpicos de Sídney 2000, ocupando el cuarto lugar en la prueba por equipos y el 11.º en la individual.

## Palmarés internacional
| Campeonato Mundial | Campeonato Mundial   | Campeonato Mundial | Campeonato Mundial  |
| Año                | Lugar                | Medalla            | Prueba              |
| ------------------ | -------------------- | ------------------ | ------------------- |
| 1999               | Seúl (Corea del Sur) | Medalla de bronce  | Florete individual  |
| 2001               | Nimes (Francia)      | Medalla de bronce  | Florete por equipos |